# 扬尼克·赛登贝格
扬尼克·赛登贝格（德語：Yannic Seidenberg，1984年1月11日—），德国男子冰球运动员，场上位置是前锋。他曾代表德国参加2018年冬季奥林匹克运动会冰球比赛，获得一枚银牌。